# خانه اسماعیل رفیعی
خانه اسماعیل رفیعی مربوط به دوره ایلخانی است و در شهرستان اردکان، بخش عقدا، شهر عقدا، محله شمس واقع شده و این اثر در تاریخ ۱ اردیبهشت ۱۳۸۸ با شمارهٔ ثبت ۲۶۵۹۷ به‌عنوان یکی از آثار ملی ایران به ثبت رسیده‌است.